# Christophoruskirche (Sprakensehl)

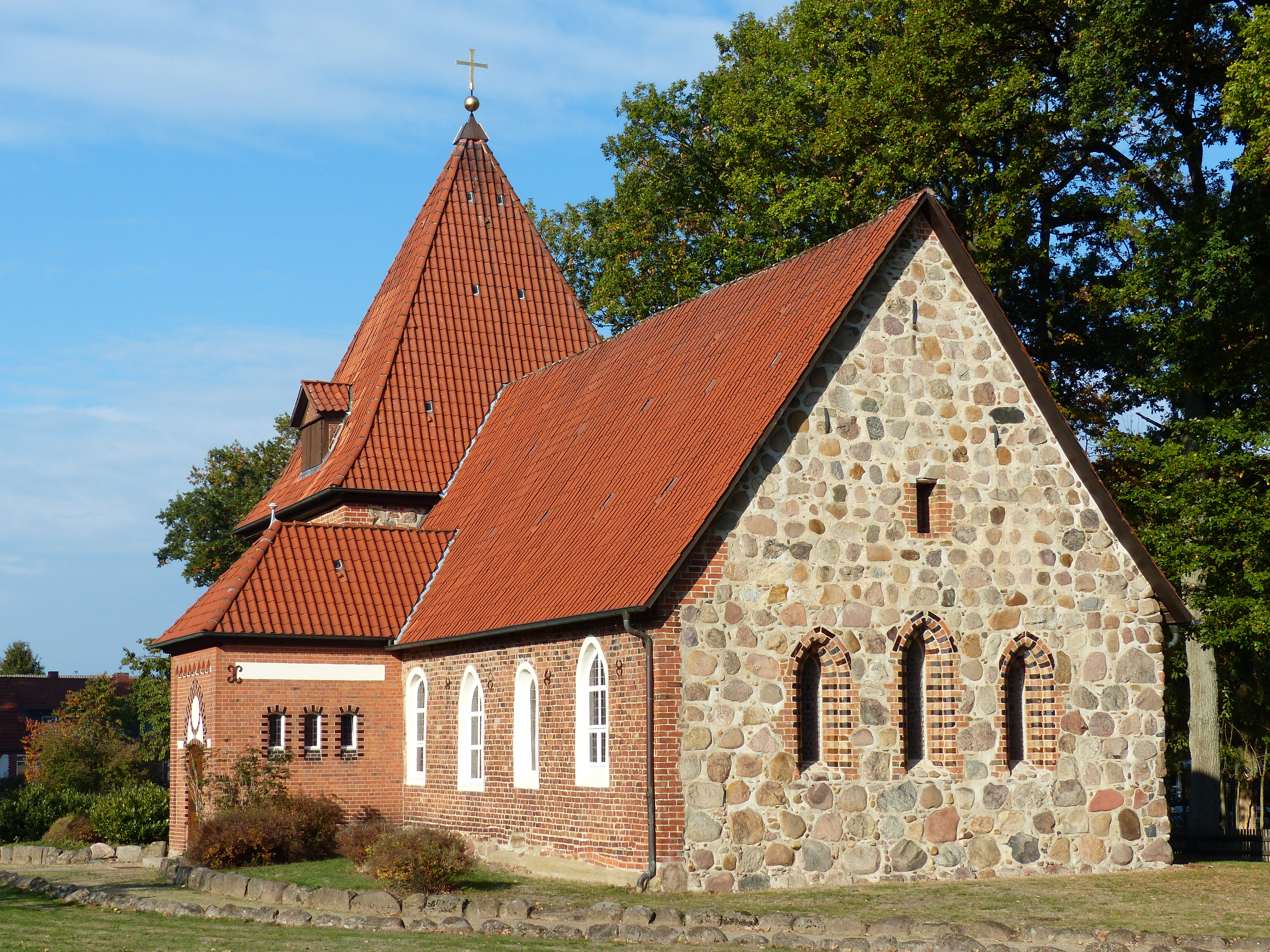
Christophoruskirche

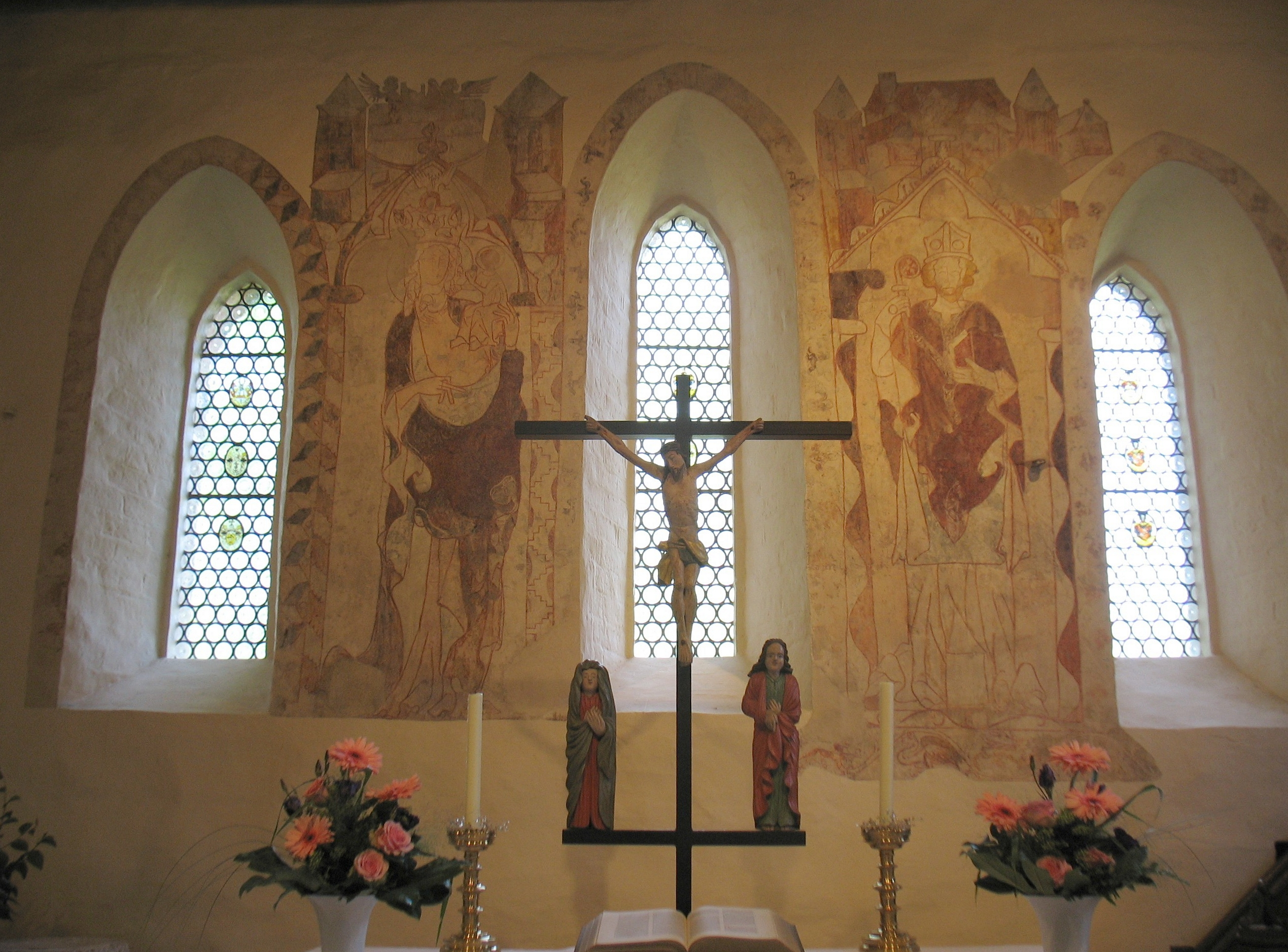
Innenansicht mit Kreuzigungsgruppe und Wandmalerei

Die evangelisch-lutherische denkmalgeschützte Christophoruskirche steht in Sprakensehl, einer Gemeinde im Landkreis Gifhorn in Niedersachsen. Die Kirchengemeinde gehört zum Kirchenkreis Wolfsburg-Wittingen im Sprengel Lüneburg der Evangelisch-lutherischen Landeskirche Hannovers.

## Beschreibung
Die Saalkirche wurde im 14. Jahrhundert ursprünglich aus Feldsteinen gebaut. Sie besteht aus dem quadratischen, mit einem Pyramidendach bedeckten Kirchturm, dessen Erdgeschoss noch aus Feldsteinen besteht, dem Langhaus, dessen Nordseite ebenfalls aus Feldsteinen errichtet wurde, und dem Chor, dessen Nordseite und Ostseite ebenfalls aus Feldsteinen gebaut wurden. Die übrigen Wände bzw. Wandteile sind aus Backstein, auch die des Anbaus auf der Südseite des Langhauses, in dem sich das heute benutzte Portal befindet, das ursprüngliche befand sich auf der Westseite des Turms. Die Gewände der ursprünglichen Fenster waren aus glasierten Formsteinen, im Osten sind sie noch erhalten, im Norden nur teilweise. Das Langhaus und der Chor sind mit einem Satteldach bedeckt. 
Im Chor befinden sich Wandmalereien aus dem 14. Jahrhundert, an der Ostwand sind Maria und ein Bischof, an der Nordwand ist Christophorus dargestellt. Zur Kirchenausstattung gehört ein barocker Altar. 